# Авъл Корнелий Кос (трибун)
Вижте пояснителната страница за други личности с името Авъл Корнелий Кос.
Авъл Корнелий Кос (на латински: Aulus Cornelius Cossus) e политик на Римската република през 4 век пр.н.е. Произлиза от патрицииската фамилия Корнелии.
През 369 пр.н.е. и 367 пр.н.е. той е консулски военен трибун с още пет други колеги. През втория му трибунат е приет законът Leges Liciniae Sextiae, чрез който се прекратява на съсловния конфликт.